# Київський церковний собор руських єпископів 1147
Київський церковний собор руських єпископів 1147 — собор, на якому 27 липня 1147 року за наполяганням київського князя Ізяслава Мстиславича шістьма голосами проти трьох був обраний митрополитом учений чернець Зарубського монастиряКлимент Смолятич. Обрання відбулося усупереч традиції призначення митрополита константинопольським патріархом. Такі дії князя й частини ієрархів Києво-руської православної церкви були спричинені, ймовірно, політичною заангажованістю попередника Климента — грека Михаїла II, який був провідником політики Візантії на Русі. Після обрання митрополитом Климент одразу став на бік князя Ізяслава, який боровся за загальноруську владу зі своїм дядьком Юрієм Долгоруким. З ініціативи Долгорукого й за підтримки новгородського архієпископа Нифонта на Русі склалась опозиція проти Климента. По смерті Ізяслава Мстиславича Климент залишив Київ на початку 1155 року. Останній раз він служив у Софійському соборі протягом трьох місяців після того, як Київ опинився в руках Мстислава Ізяславича. Далі в Києві утвердився призначений константинопольським патріархом грек Феодор. На початку 1160-х років новий київський князь Ростислав Мстиславич безуспішно добивався від константинопольського патріарха затвердження Климента на митрополичому престолі.